# خطای دید مولر لایر
خطای دید مولر لایر که تنها از چند پیکان ساده تشکیل شده‌است، به خوبی محدودیت قدرت قضاوت ادراک دیداری ما را نمایش می‌دهد. در تصویر سمت چپ اکثر افراد در مقایسه طول پاره خط محور پیکان‌های مجموعه بالایی، دچار خطا شده؛ و طول محوری که در دو طرف آن، نوک پیکان رو به داخل است را بلندتر ارزیابی می‌کنند. حال آن که طول هر سه محور یکی است و رنگ آمیزی قرمز در مجموعه پایین تصویر، این برابری را نشان می‌دهد. همچنین وقتی از افراد خواسته می‌شود که علامتی، در وسط محور هر یک از پیکان‌ها بگذارند، زمانی که نوک پیکان در یک سر پاره خط رو به داخل و در سر دیگر رو به خارج است؛ اکثر افراد دچار اشتباه شده و علامت را نزدیکتر به دم پیکان، یعنی نوکی که رو به داخل است، قرار می‌دهند.

نقطه دقیقاً در وسط خط افقی قرار دارد اما به نظر می‌رسد به نوک پیکان نزدیکتر است.

این نمونه از خطای دید در سال ۱۸۸۹م، توسط
فرانتس کارل مولر لایر، پزشک آلمانی، ابتکار و توضیح داده شده‌است و به همین دلیل به نام او شناخته می‌شود.
دلیل قاطعی برای بیان علت بروز این خطا ارائه نشده‌است. یک علت احتمالی، طول کلی محور با احتساب نوک و دم آن است. وقتی هر دو نوک، رو به داخل باشند یا به عبارت دیگر، پاره خط در میان دو دم باشد، طبیعتاً طول کل پیکان، بیشتر است و این واقعیت می‌تواند قضاوت ما را به نیت گریز از پیش داوری و خطا فریب دهد؛ و ما در عمل، طول پاره خط را بیشتر درک کرده، اما گاه بنا بر آگاهی قبلی از نکته مورد آزمایش، کمتر معرفی می‌کنیم. دلیل احتمالی دیگری که ادعا شده، این است که وقتی نوک پیکان رو به داخل است، شباهت به  انتهای داخلی اتاق پیدا کرده و درک ۳ بعدی ما را فعال می‌کند. دستگاه بینایی ما برای درک عمق، طبق اصول  ژرفانمایی   انتهای داخلی اتاق را کوچکتر تصویر می‌کند.

## نقش فرهنگ؛ و تنوع در ادراک
تحقیقات نشان داده‌است که درک ما از پدیده‌ها متأثر از آموخته‌ها، آرزوها و انتظارات ماست. پدیده خطای دید مولر لایر نیز از این قاعده مستثنی نیست. در اواخر قرن بیستم میلادی، ویلیام هالس ریورز ادعا کرد که بومیان استرالیایی جزیره «موری» واقع در تنگه تورس، در مقایسه با مردم اروپا، کمتر دچار خطای دید مولر لایر می‌شوند. توجیه پیشنهادی مولر، بر آموخته‌های فرهنگی استوار بود. چرا که طبق توضیح وی، مردم اروپا بیشتر با فضای بسته درون اتاق و شکل مستطیل سروکار داشتند. جان دبلیو بری نیز از مشاهده و مطالعات خود در میان اسکیموهای کانادا، در دهه ۱۹۶۰م، گزارش مشابهی داده‌است.

دستگاه بینایی ما برای درک عمق، طبق اصول ژرفانمایی انتهای داخلی اتاق را کوچکتر تصویر می‌کند.

در سال ۱۹۶۳م، مارشال سگال، دونالد تی. کمبل و ملویل هرسکویتس، میزان تاثیرپذیری شماری از افراد را نسبت به ۴ نوع مختلف از خطاهای دیداری با هم مقایسه کردند. افراد تحت مطالعه ۳ قفقازی، ۱۲ آفریقایی و یک فیلیپینی بودند. در مورد خطای دید مولر لایر، میانگین میزان خطا، از ۱٫۴درصد تا ۲۰٫۳ درصد طول پاره خط، متغیر بود. در این پژوهش، قفقازی‌ها بیشترین و آفریقایی‌ها کمترین میزان خطا را از خود نشان دادند.

نتایج به دست آمده، به بحث میزان تأثیر آموخته‌های فرهنگی بر خطای دید دامن زد و مطالعات بیشتری را به دنبال داشت. در یک پژوهش که توسط مارشال سگال، انجام گرفت، شماری از افراد متعلق به ۱۷ فرهنگ مختلف با هم مقایسه شدند. در گزارش نهایی که در سال ۱۹۶۶م، منتشر شد، ادعا شده بود که آموخته‌های فرهنگی به‌طور قابل ملاحظه ای بر میزان خطا تأثیر دارند. همچنین در این گزارش نتیجه‌گیری شده بود که علت میزان بالای خطا در میان اروپایی‌ها، رشد و زندگی در محیطی نجاری شده‌است. محیطی که درآن خطوط مستقیم، زاویه‌های قائمه و شکل مستطیل بیشتر مشاهده شده‌است.

ادعای تأثیر فرهنگ بر میزان خطا به نوبه خود به چالش کشیده شد. در یک پژوهش، شماری از آفریقایی‌های شهری و غیر شهری با هم مقایسه شدند. اما تفاوت محسوسی یافت نشد. نتایج به دست آمده از این پژوهش، الگوی تأثیرات فرهنگی را به زیر سؤال برد و مدعی شد که علت درصد پایین خطا در میان آفریقایی‌ها تراکم رنگدانه‌های شبکیه چشم است. در ادامه افراد از گروه‌های سنی مختلف با هم مقایسه شدند و بار دیگر الگوی توضیح تفاوت، بر اساس آموخته‌های فرهنگی تضعیف شد. با این حال شواهد دیگری نقش آموخته‌های فرهنگی در میزان خطا را تأیید کرده‌اند. همچنین تلاشهایی صورت گرفته تا تأثیر خطای دید مولر لایر روی پرندگان نیز مطالعه شود.

## توضیح بر اساس ژرفانمایی

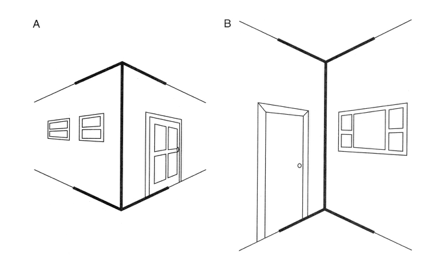
در نقاشی اشیاء ۳ بعدی به صورت شکلی ۲ بعدی، همین مکانیسم رهیافت آنی به خوبی عمل می‌کند؛ اما در یک قضاوت سریع همیشه احتمال خطا وجود دارد.

یک توضیح محتمل توسط ریچارد گریگوری بر اساس  ژرفانمایی
ارائه شده‌است. طبق توضیح پیشنهادی وی، خطای دید مولر لایر به این دلیل رخ می‌دهد که سامانه بینایی، اجزاء زاویه مانند یک ترکیب نمادین را به گوشه‌های اتاق تشبیه می‌کند. زاویه‌هایی که رو به خارج باز می‌شوند (><) دور بودن را به یاد انداخته؛ و برعکس زاویه‌های رو به داخل (<>) نزدیکی را تداعی می‌کنند و ذهن ما نیز آموخته، بر اساس فاصله، اندازه واقعی را تخمین بزند. اما این توضیح، تطابق کامل با یافته‌های پژوهشی ندارد و صحت آن مورد توافق همه پژوهشگران نیست.

از طرف دیگر توضیح ریچارد گریگوری نا معقول نیست. چرا که درک عمق در انسان، همراه با آموخته‌های تجربی شبکه اعصاب و دستگاه بینایی رشد کرده و قابلیت تجسم یک تصویر ۲ بعدی را در یک فضای ۳ بعدی کسب می‌کند. این قابلیت از جمله دلایلی است که وقتی کسی از ما دور می‌شود، او را کوتاه‌تر نمی‌دانیم. و وقتی یک دست را دراز می‌کنیم و به دو دست نگاه می‌کنیم، یک دست را کوچکتر از دست دیگر درک نمی‌کنیم. گاهی خطاهای دیداری به ما نشان می‌دهند که آنچه می‌بینیم تصویری است که در مغز ما ایجاد شده‌است. مغز ما ظاهراً تصویر کوچکتر دست را در فاصله صحیح آن در الگوی سه بعدی قرار می‌دهد. این همان چیزی است که به آن فرضیه ثبات ادراک می‌گویند.

در تصویر مربوط به خطای دید مولر لایر، نشانه‌های جعلی عمق، چشم و دستگاه بینایی را فریب داده و ما به اشتباه یک تصویر۲ بعدی را به مثابه یک جسم ۳ بعدی درک می‌کنیم. سپس  مکانیسم ثبات اندازه باعث می‌شود که ما با تصور یک فضای ۳ بعدی، طول یک پاره خط را اشتباه ارزیابی کنیم.

در نقاشی اشیاء ۳ بعدی به صورت شکلی ۲ بعدی، همین مکانیسم
رهیافت آنی به خوبی عمل می‌کند؛ اما در یک
قضاوت سریع همیشه احتمال خطا وجود دارد.